# تلسکوپ بزرگ زنیت
تلسکوپ بزرگ زنیت (به انگلیسی: Large Zenith Telescope) یک تلسکوپ آینه مایع به قطر است که ۶ متر است که در جنگل تحقیقاتی مالکوم کنپ دانشگاه بریتیش کلمبیا واقع در شمال میپل ریج و ۷۰ کیلومتری شرق ونکوور، بریتیش کلمبیا، کانادا بود. این تلسکوپ یکی از بزرگ‌ترین تلسکوپ‌های جهان بود که در سال ۲۰۱۹ از رده خارج شد.
پروژه ساخت این تلسکوپ در سال ۱۹۹۴ شروع و با هزینه ۱ میلیون دلار در سال ۲۰۰۳ تکمیل شد. و در آن از جیوه مایع با وزن تقریبی ۳ تن، به عنوان آینه استفاده شده. این تلسکوپ که به اختصار LZT نامیده می‌شود ظاهراً از سال ۲۰۱۶ از کار افتاده‌است.